# 卡塔爾外交部
卡塔爾外交部（阿拉伯语： وزارة الخارجية) 是负责处理卡塔尔对外关系的政府部门 。

## 历史
卡塔尔曾經是奥斯曼帝国的一部分，第一次世界大战结束後，它成为大英帝国统治下的保护国。1971年，卡塔爾英国完全独立后，卡塔尔政府成立了独立的外交部。